# Verzlunarskóli Íslands
 (décembre 2024).
Si vous disposez d'ouvrages ou d'articles de référence ou si vous connaissez des sites web de qualité traitant du thème abordé ici, merci de compléter l'article en donnant les références utiles à sa vérifiabilité et en les liant à la section « Notes et références ».
Le collège commercial d'Islande (en islandais: Verzlunarskóli Íslands) est une école islandaise. Elle est fondée le 12 octobre 1905, et c'est la plus ancienne école privée d'Islande. Cette école est située à Reykjavik, la capitale, et compte environ 1 200 élèves.

## Description
Le gymnasium dessert l’ensemble de l’Islande et compte plus de mille étudiants. Il est organisé sur la base d'un système de formulaire, tous les étudiants du même formulaire ayant le même emploi du temps. Les étudiants sont à l'école à temps plein de 8 h 15 à 15 h 40 du lundi au vendredi.
L'année scolaire comprend deux semestres, l'automne et le printemps. Chaque semestre, les étudiants suivent une charge de cours à temps plein valant deux ou trois crédits chacun. Sur une période de trois ans, ils suivent un total de plus de 140 crédits et obtiennent un diplôme islandais, ce qui est la condition préalable à l'admission à l'université en Islande. Cette qualification est également acceptée pour l'admission dans les universités du monde entier.
En première année, tous les étudiants suivent un programme commun. Ils se spécialisent ensuite dans l'un des quatre domaines suivants : commerce, sciences, sciences sociales ou innovation et arts. Toutefois, dans tous les domaines au cours des deux premières années, l’accent est mis sur les cours pratiques d’entreprise, tels que la comptabilité, l’économie et l’informatique. Ces cours qualifient les étudiants pour le diplôme commercial (« Test de commerce ») à la fin de leur deuxième année. En ce qui concerne l'âge et le niveau académique des étudiants, le diplôme commercial se réfère approximativement aux niveaux au Royaume-Uni et au diplôme d'études secondaires aux États-Unis.
Au cours des deux années restantes de leur programme de quatre ans, les étudiants complètent leur examen d’inscription. Ces deux années peuvent être considérées comme deux années d'études dans un collège universitaire, par exemple l'équivalent de deux années de cours de base de niveau universitaire dans un collège américain.

## Histoire
Le collège commercial d'Islande est fondé en 1905 par le Syndicat des travailleurs de magasin et de bureau et par l’Association des détaillants de Reykjavik. Depuis 1922, il fonctionne sous l'égide de la Chambre de commerce d'Islande. L’objectif initial était de donner aux jeunes la possibilité de suivre un enseignement commercial de base. L'école grandit et se développe régulièrement depuis sa création. En 1996, l'offre de cours est révisée, ce qui a entraîné une réorganisation du système de diffusion en continu et une augmentation du nombre de cours offerts. Le système de diffusion en continu révisé a été mis en place à l’automne 1997. Le symbole de ce collège commerciale d'Islande est Hermès, dieu de la mythologie grecque.

## Élèves notables
- Björgólfur Guðmundsson (en), homme d'affaires
- Björgólfur Thor Björgólfsson (en), homme d'affaires
- Jóhanna Sigurðardóttir, femme d'Etat
- Jón Ásgeir Jóhannesson (en), homme d'affaires
- Vilhjálmur Þórmundur Vilhjálmsson, homme politique